# Anebo (sbírka básní)
Anebo je básnická sbírka od českého autora Viktora Dyka, poprvé vydaná knižně roku 1918. Jedná se o druhou ze čtyř Dykových básnických sbírek, které jsou souhrnně nazývány „válečná tetralogie“ (Lehké a těžké kroky, Anebo, Okno, Poslední rok). Všemi čtyřmi těmito sbírkami prochází silná kontinuita, ačkoliv původně nebyly zamýšleny jako jeden velký celek. Anebo shrnuje verše napsané v letech 1912 až 1916 a zřetelně ukazuje básníkův vřelý vztah k národu a vlasti.

## Popis a charakteristika díla
Podstatnou myšlenkou je samostatnost státu a národa. Dílo je protkáno obavou o osud národa, takže vyzývá k odvaze. Dyk zachycuje hluboký prožitek osudového národního zápas. Silnou inspirací pro tyto motivy byla první světová válka. Básník však neužívá patetických veršů, místo nich volí strohé a civilní vyjádření. Význam díla tkví ve skutečnosti, že se v něm definitivně literárně upevňuje Dykův prožitek národa a domova jako bod, k němuž bude směřovat jeho lidský i umělecký osud.
Základem díla je úsečné vyjadřování, úryvkovité formulace neměly značit jakoukoliv mnohoznačnost a měly spíše působit jako prostředek k oklamání cenzury. Přes některé problémy právě s cenzurou se většinu básní dařilo publikovat již v rok jejich vytvoření, jiné se šířily v opisech či soukromých recitacích. Do veršů je občas vkládána náboženská symbolika, která by měla podtrhovat jejich morální a společenskou důležitost a závažnost.

## Obsah

### Předehry (Předtuchy)
V prvním oddíle sbírky se ještě lyrický subjekt vrací do předválečných let a rozjímá nad tím, kam směřuje česká země. Cítí nepřipravenost národa, která vede k velké nervozitě vzhledem k nadcházejícím zkouškám. Lyrický subjekt působí jako nevyslyšený prorok, jemuž se nepodařilo dostat národ z mrtvolného klidu.

### Promenády Diogenovy
Druhý oddíl je naplněn satirickými verši, co obsahují plno zklamání nad pokračující pasivitou národa. Stupňuje se  napětí, protože česká politika se stále nijak neangažuje ve vlastním boji za samostatnost. Lyrický subjekt se připodobňuje postavě řeckého filozofa Díogena (o něm se také vypráví, že podobně hledal), chodí s lucernou za bílého dne a snaží se najít aspoň jednoho bojovníka, duchovním bratrovi, který by vystoupil z lhostejného a nečinného davu. Dyk zesměšňuje příčiny této pasivity a odsuzuje všechny nectnosti měšťanské společnosti. Hledající lyrický subjekt nikoho nenalezne, neboť všechny ovládá jediný chtíč – dali by cokoliv jiného, jen aby oni sami za každou cenu zůstali a nemuseli do boje. 
V závěrečných básních tohoto oddílu se rozpor mezi touhou něco udělat a pasivitou dostává do nitra subjektu – Dyk sám sobě vyčítá svůj zamýšlený odchod do zahraničního odboje, který ovšem neuskutečnil, jako selhání. Obviňuje sám sebe, že nedokázal emigrovat. Jako to nejsilnější totiž cítí povinnost k národu a myslí si, že kvůli tomuto ztratil část své národní cti. 

### Třetí oddíl
Tento oddíl sbírky upřesňuje, že uhýbání před vlasteneckou činností vyplývá z toho, že se zapomnělo na národní tradice. Naopak ke splnění vlasteneckých úkolů vede pamatování si minulosti vlasti a vlastních pout člověka ke svému domovu. Obsahem jsou i verše obracející se na zahraniční odboj. V závěrečných básních se objevuje poznání o protirakouské aktivitě lidu a vědomí zvyšující se národní síly. Celkově se tedy rodí nové období jednoty a naděje, na obzoru je nová a svobodnější epocha.

### Závěrečný oddíl
Obsahuje jedinou báseň s názvem „Finále“. Bilancuje se v ní dřívější činnost, vrcholí tu uvědomění si vlastního národa a sounáležitosti k němu tím, že čtenář sleduje přeměnu vlastního já v kolektivní my. Lyrický subjekt postupně přehodnocuje svůj dosavadní vztah k národu i k vlastnímu životu.